# 3125 Hay
3125 Hay este un asteroid din centura principală, descoperit pe 24 ianuarie 1982 de Edward Bowell.